# Inglutaligemiut
Inglutaligemiut (Inglūtāl′igemūt), lokalna skupina (Hodge) i selo (Swanton) Malemiut Eskima naseljenih na rijeci Inglutalik kod Norton Sounda na zapadnoj Aljaski. Spominje ih Dall (1877). 